# 가나사고정
가나사고정(金砂郷町)은 이바라키현 구지군에 설치되었던 정이다. 
합병으로 현재의 히타치오타시 서부 가나사고 지구에 해당한다.

## 지리
현재의 히타치오타시 서부에 위치하며 마을은 남북으로 가늘고 길며 남부는 평탄한 토지가 많고 북부는 아부쿠마 고지의 일부에 위치하여 산적한 지형이 많다

## 역사
- 1955년 4월 15일 - 군도촌 구메촌,가나고촌,가나사촌과 합병해 가나사고촌이 성립하였다.
- 1993년 11월 1일 - 정으로 승격하였다.
- 2004년 12월 1일 가나사고정은  스이후촌, 사토미촌과 합병해 히타치오타시가 되어 소멸하였다.

## 교통

### 도로
- 국도 제293호선